# Richard Peralta
Richard Amed Peralta Robledo (n. Ciudad de Panamá, Panamá; 20 de septiembre de 1993) es un futbolista panameño. Juega de defensa y su equipo actual es el Deportivo La Guaira de la Primera División de Venezuela.

## Trayectoria

### Alianza FC
Se formó en las categorías inferiores del Alianza FC y su debut como profesional fue en la Primera División de Panamá el 4 de febrero de 2011 en la derrota 0 a 1 contra el CD Plaza Amador en el Estadio Luis Ernesto Cascarita Tapia en donde fue suplente y entró al minuto 46 por Eladio Mitre. En la LPF Clausura 2011 jugó 2 partidos en donde quedaron en la última posición. En la LPF Apertura 2012 jugó 12 partidos y anotó 1 gol en donde quedaron en la novena posición. En la LPF Clausura 2013 jugó 12 partidos en donde quedaron en la octava posición. En la LPF Apertura 2013 jugó 16 partidos y anotó 1 gol  en donde quedaron en la novena posición. En la LPF Clausura 2014 jugó 17 partidos en donde quedaron en la séptima posición. En la LPF Apertura 2014 jugó 14 partidos y anotó 1 gol en donde quedaron en la octava posición. En la LPF Clausura 2015 jugó 15 partidos en donde quedaron en la sexta posición quedándose a unos pasos de clasificarse a las semifinales. En la LPF Apertura 2015 solo jugó 1 partido porque sufrió una lesión en donde el equipo quedó en la novena posición. En la LPF Apertura 2016 jugó 13 partidos y anotó 1 gol en donde quedaron en la séptima posición.

## Selección nacional
Ha sido internacional con la Selección de Fútbol de Panamá en cinco ocasiones. Su debut se produjo el 6 de agosto de 2014 durante un amistoso contra Perú en Lima. 

### Goles internacionales
| Núm. | Fecha             | Lugar                                                   | Rival       | Gol | Resultado | Competición |
| ---- | ----------------- | ------------------------------------------------------- | ----------- | --- | --------- | ----------- |
| 1    | 1 de mayo de 2022 | WakeMed Soccer Park, Carolina del Norte, Estados Unidos | El Salvador | 1-2 | 3-2       | Amistoso    |

### Participaciones en Copa Centroamericana
| Copa Centroamericana      | Sede           | Resultado    |
| ------------------------- | -------------- | ------------ |
| Copa Centroamericana 2014 | Estados Unidos | Tercer lugar |

### Participaciones en Juegos Panamericanos
| Torneo                       | Sede   | Resultado    | Partidos | Goles |
| ---------------------------- | ------ | ------------ | -------- | ----- |
| Juegos Panamericanos de 2015 | Canadá | Cuarto lugar | 1        | 0     |

## Clubes
| Club                           | País      | Año         |
| ------------------------------ | --------- | ----------- |
| Alianza FC                     | Panamá    | 2011 - 2016 |
| Tauro FC                       | Panamá    | 2017        |
| Alianza FC                     | Panamá    | 2017 - 2019 |
| CD Universitario               | Panamá    | 2019 - 2020 |
| Tauro FC                       | Panamá    | 2020 - 2021 |
| Sporting SM                    | Panamá    | 2022        |
| Sport Chavelines               | Perú      | 2022        |
| Sporting SM                    | Panamá    | 2022 - 2024 |
| Monagas SC (Préstamo)          | Venezuela | 2022        |
| Deportivo La Guaira (Préstamo) | Venezuela | 2023        |
| Deportivo La Guaira            | Venezuela | 2024 - act. |

## Estadísticas
Actualizado el 20 de julio de 2024
| Alianza FC · Panamá             |                     |                     |     |    |   |   |   |    |     |    |
| 2010-11                         | 1.ª                 | 2                   | 0   | -  | - | - | - | 2  | 0   |    |
| 2011-12                         | 1.ª                 | 0                   | 0   | -  | - | - | - | 0  | 0   |    |
| 2012-13                         | 1.ª                 | 24                  | 1   | -  | - | - | - | 24 | 1   |    |
| 2013-14                         | 1.ª                 | 33                  | 1   | -  | - | - | - | 33 | 1   |    |
| 2014-15                         | 1.ª                 | 29                  | 1   | -  | - | - | - | 29 | 1   |    |
| 2015-16                         | 1.ª                 | 1                   | 0   | -  | - | - | - | 1  | 0   |    |
| 2016                            | 1.ª                 | 13                  | 1   | -  | - | - | - | 13 | 1   |    |
| Total                           | Total               | 103                 | 4   | 0  | 0 | 0 | 0 | 93 | 4   |    |
| Tauro FC · Panamá               |                     |                     |     |    |   |   |   |    |     |    |
| 2017                            | 1.ª                 | 26                  | 0   | -  | - | - | - | 26 | 0   |    |
| Total                           | Total               | 26                  | 0   | 0  | 0 | 0 | 0 | 26 | 0   |    |
| Alianza FC · Panamá             |                     |                     |     |    |   |   |   |    |     |    |
| 2018                            | 1.ª                 | 16                  | 4   | -  | - | - | - | 16 | 3   |    |
| 2019                            | 1.ª                 | 15                  | 3   | -  | - | - | - | 15 | 4   |    |
| Total                           | Total               | 31                  | 7   | 0  | 0 | 0 | 0 | 31 | 7   |    |
| CD Universitario · Panamá       |                     |                     |     |    |   |   |   |    |     |    |
| 2019                            | 1.ª                 | 17                  | 6   | -  | - | - | - | 17 | 6   |    |
| 2020                            | 1.ª                 | 8                   | 1   | -  | - | - | - | 8  | 1   |    |
| Total                           | Total               | 25                  | 7   | 0  | 0 | 0 | 0 | 25 | 7   |    |
| Tauro FC · Panamá               |                     |                     |     |    |   |   |   |    |     |    |
| 2020                            | 1.ª                 | 11                  | 3   | -  | - | 1 | 0 | 12 | 3   |    |
| 2021                            | 1.ª                 | 33                  | 1   | -  | - | - | - | 33 | 1   |    |
| Total                           | Total               | 44                  | 4   | 0  | 0 | 1 | 0 | 45 | 4   |    |
| Sporting SM · Panamá            |                     |                     |     |    |   |   |   |    |     |    |
| 2022                            | 1.ª                 | 17                  | 3   | -  | - | - | - | 17 | 3   |    |
| Total                           | Total               | 17                  | 3   | 0  | 0 | 0 | 0 | 17 | 3   |    |
| Monagas SC · Venezuela          |                     |                     |     |    |   |   |   |    |     |    |
| 2022                            | 1.ª                 | 19                  | 1   | -  | - | - | - | 19 | 1   |    |
| Total                           | Total               | 19                  | 1   | 0  | 0 | 0 | 0 | 19 | 1   |    |
| Deportivo La Guaira · Venezuela |                     |                     |     |    |   |   |   |    |     |    |
| 2023                            | 1.ª                 | 14                  | 1   | -  | - | - | - | 14 | 1   |    |
| Total                           | Total               | 14                  | 1   | 0  | 0 | 0 | 0 | 14 | 1   |    |
| Sporting SM · Panamá            |                     |                     |     |    |   |   |   |    |     |    |
| 2023                            | 1.ª                 | 17                  | 0   | -  | - | 4 | 0 | 21 | 0   |    |
| 2024                            | 1.ª                 | 10                  | 0   | -  | - | - | - | 10 | 0   |    |
| Total                           | Total               | 27                  | 0   | 0  | 0 | 4 | 0 | 41 | 0   |    |
| Deportivo La Guaira · Venezuela |                     |                     |     |    |   |   |   |    |     |    |
| 2024                            | 1.ª                 | 1                   | 0   | 2  | 0 | - | - | 3  | 0   |    |
| Total                           | Total               | 1                   | 0   | 2  | 0 | 0 | 0 | 3  | 0   |    |
| Total en su carrera             | Total en su carrera | Total en su carrera | 307 | 27 | 0 | 0 | 1 | 0  | 263 | 27 |
| (1)Incluye. (2)Incluye.         |                     |                     |     |    |   |   |   |    |     |    |

## Palmarés

### Títulos nacionales
| Título           | Club     | País   | Año    |
| ---------------- | -------- | ------ | ------ |
| Primera División | Tauro FC | Panamá | 2017-C |
| Primera División | Tauro FC | Panamá | 2021-C |